# Detroit Vipers
Die Detroit Vipers waren eine Eishockeymannschaft in der International Hockey League. Sie spielten von 1994 bis 2001 in Auburn Hills, Michigan, USA im Palace of Auburn Hills.

## Geschichte

### Eishockey-Tradition in Detroit
In Detroit gab es schon eine lange Eishockeytradition, bevor die Detroit Vipers Mitte der neunziger Jahre ihr erstes Spiel bestritten. Mit den Detroit Red Wings spielte eine traditionsreiche Mannschaft der National Hockey League in der Stadt, die bereits 1926 gegründet wurde und sieben Mal den Stanley Cup gewonnen hatte. Immer wieder gab es weitere Mannschaften wie die Detroit Olympics, die sich in Detroit niederließen und in unterklassigen Ligen spielten, jedoch blieben sie meistens nicht langfristig in der Stadt.

### Von Salt Lake City nach Detroit
1969 wurde die Mannschaft der Salt Lake Golden Eagles im US-Bundesstaat Utah gegründet, die ihre ersten fünf Jahre in der Western Hockey League bestritten, ehe sie in die Central Hockey League wechselten. Als die Liga jedoch 1984 ihren Spielbetrieb einstellte, wurden die Golden Eagles von der International Hockey League aufgenommen, wo sie weitere zehn Jahre spielten.
1994 kaufte das Unternehmen Palace Sports and Entertainment das Franchise und siedelte es nach Auburn Hills, einem Vorort von Detroit, um. Durch einen Sponsorenvertrag mit dem Autobauer Chrysler, der mit seiner Tochtergesellschaft Dodge den Wagen Dodge Viper vertrieb, erhielt die Mannschaft schließlich den Namen Detroit Vipers.
Rick Dudley, der zuvor schon bei den Buffalo Sabres tätig war, wurde als Cheftrainer verpflichtet, und zur Saison 1994/95 nahmen die Vipers ihren Spielbetrieb auf. Begünstigt durch den verspäteten Beginn der NHL-Saison aufgrund eines Lockout, konnte die Mannschaft vor vielen Zuschauern spielen und verbuchte pro Spiel fast 17.000 verkaufte Eintrittskarten. Auch auf dem Eis hatte das Team gleich in der ersten Spielzeit Erfolg, als sie den dritten Rang nach der regulären Saison belegten. Vor allem die Stürmer Daniel Shank, Lonnie Loach und Peter Ciavaglia, der über mehrere Jahre ein Führungsspieler der Mannschaft sein sollte, stachen hervor.
Zur Saison 1995/96 konnten die Vipers mit Peter Bondra einen prominenten Neuzugang verbuchen, der mit den Washington Capitals aus der NHL keine Einigung über einen neuen Vertrag erzielen konnte. Beide Seiten einigten sich nach einigen Wochen doch, und Bondra beendete nach sieben Spielen mit acht Toren sein Gastspiel in der IHL. Zudem verpflichteten sie mit Rich Parent einen jungen Torhüter, der als Nummer zwei nur eingeschränkt zum Einsatz kam, aber dadurch überzeugen konnte, dass er die gleiche Anzahl an Spielen gewann wie Stammtorhüter Darrin Madeley, der doppelt so viele Einsätze hatte. Zudem schloss sich der erfahrene Verteidiger Brad Shaw dem Team an. Die Vipers beendeten die Saison wieder unter den besten Mannschaften, scheiterten aber in den Playoffs in der zweiten Runde.

### Erfolge und Turner-Cup-Sieg
Im Sommer 1996 konnte man die Verpflichtung des 17-jährigen Sergei Samsonow vermelden, der aus Russland gekommen war und vor seiner ersten Saison in Nordamerika stand. Samsonow verstärkte die gut aufgestellte Offensive um Peter Ciavaglia, Todd Simon und Stan Drulia. In der Verteidigung ragten Brad Shaw und Phil Von Stefenelli hervor, und im Tor bildeten Rich Parent und Jeff Reese ein gutes Tandem. Zudem stand mit Steve Ludzik ein neuer Trainer hinter der Bande. Die Vipers waren schließlich das stärkste Team während der regulären Saison und ihre Spieler wurden mehrfach ausgezeichnet. So erhielten die Torhüter den James Norris Memorial Trophy für die wenigsten Gegentreffer und Samsonow die Garry F. Longman Memorial Trophy als bester Rookie. Auch in den Playoffs dominierte die Mannschaft die Konkurrenz und gewannen schließlich den Turner Cup. Peter Ciavaglia erhielt durch seine 33 Scorerpunkte in den 21 Playoffspielen die N.R. "Bud" Poile Trophy als wertvollster Spieler der Endrunde.
Zur Saison 1997/98 gehörten mit Jimmy Carson und Brent Fedyk zwei erfahrene Profis zum Team, wobei Fedyk noch während der Spielzeit wechselte. John Grudden verstärkte die Verteidigung und im Angriff gelang Dan Kesa und Steve Walker der Durchbruch, als sie sich innerhalb der Mannschaft zu den besten Offensivkräften der Saison entwickelten. Die Vipers knüpften an die guten Leistungen der Vorjahre an und lagen erneut unter den besten Mannschaften der Liga. Auch in den Playoffs hatten sie wieder Erfolg und erreichten erneut das Finale, wo sie diesmal jedoch den Chicago Wolves unterlegen waren.
Ein besonderer Höhepunkt der Saison 1997/98 war ein Kurzeinsatz der 69-jährigen Eishockeylegende Gordie Howe, der mit den Detroit Red Wings große Erfolge gefeiert hatte. Mit seinem Comeback wurde Howe der einzige professionelle Eishockeyspieler, der in sechs Jahrzehnte auf dem Eis stand.
Angeführt von Walker, Ciavaglia, Drulia und Shaw absolvierten die Vipers 1998/99 wieder eine erfolgreiche Saison und erreichten zum fünften Mal in Folge die Marke von 100 Punkten in der Hauptrunde. Wichtiger Rückhalt waren dabei aber auch die Torhüter Kevin Weekes und Andrei Trefilow, die die wenigsten Gegentreffer in der Liga zuließen. Die Playoffs endeten schließlich in einem umkämpften Halbfinale gegen die Orlando Solar Bears, das die Vipers erst im siebten und entscheidenden Spiel in der Verlängerung verloren.

### Sportlicher und wirtschaftlicher Abstieg
Im Sommer 1999 gab es einige Veränderungen in der Organisation der Vipers. Ihre Betreibergesellschaft, Palace Sports and Entertainment, kaufte die NHL-Mannschaft Tampa Bay Lightning, für die die Vipers ab sofort als Farmteam fungierten. Ihr bisheriger Trainer Steve Ludzik wurde zum Cheftrainer von Tampa Bay ernannt und Paulin Bordeleau wurde sein Nachfolger in Detroit. Zudem musste die Mannschaft die Abgänge von Stan Drulia, Brad Shaw sowie der beiden Torhüter Weekes und Trefilow verkraften und durch die Abberufung von Spielern in die NHL durch die Lightning wechselte die Stammformation während der Saison häufig. Die Folge war eine sportliche Talfahrt, sodass die Vipers nach fünf sehr erfolgreichen Jahren die Saison 1999/2000 abgeschlagen auf dem letzten Platz der Liga beendeten.
Zur Saison 2000/01 übernahm der ehemalige Verteidiger Brad Shaw das Traineramt in Detroit. Währenddessen verließen auch Peter Ciavaglia und Steve Walker die Mannschaft, die nun fast ausschließlich aus unerfahrenen Spielern im Alter von Anfang 20 Jahren bestand. Die Vipers knüpften an die schlechte Saison des Vorjahres an und belegten erneut mit 25 Punkten Rückstand auf das nächstbeste Team den letzten Platz der IHL.
Die sportliche Krise hatte wirtschaftliche Folgen und die Detroit Vipers verbuchten den schlechtesten Zuschauerschnitt in der Liga. Palace Sports and Entertainment entschloss sich daraufhin ein neues Farmteam für die Tampa Bay Lightning zu suchen. Die Liga selbst hatte in den Jahren zuvor schon mit wirtschaftlichen Problemen zu kämpfen gehabt und entschied sich im Sommer 2001 den Spielbetrieb einzustellen. Zum gleichen Schritt entschlossen sich auch die Detroit Vipers.

## Erfolge und Ehrungen

### Vereinsrekorde

#### Karriere
|                           | Name                   | Anzahl                        |
| Meiste Spiele             | Peter Ciavaglia        | 355 (in 6 Spielzeiten)        |
| Meiste Tore               | Peter Ciavaglia        | 108                           |
| Meiste Vorlagen           | Peter Ciavaglia        | 249                           |
| Meiste Punkte             | Peter Ciavaglia        | 357 (108 Tore + 249 Vorlagen) |
| Meiste Strafminuten       | Darren Banks           | 777                           |
| Meiste Siege als Torhüter | Rich Parent            | 54                            |
| Meiste Shutouts           | Rich Parent Jeff Reese | 8                             |

#### Saison
|                           | Name            | Anzahl                     | Saison  |
| Meiste Tore               | Daniel Shank    | 44                         | 1994/95 |
| Meiste Vorlagen           | Peter Ciavaglia | 59                         | 1994/95 |
| Meiste Punkte             | Lonnie Loach    | 86 (35 Tore + 51 Vorlagen) | 1995/96 |
| Meiste Strafminuten       | John Craighead  | 368                        | 1995/96 |
| Meiste Siege als Torhüter | Rich Parent     | 31                         | 1996/97 |